# Monchecourt

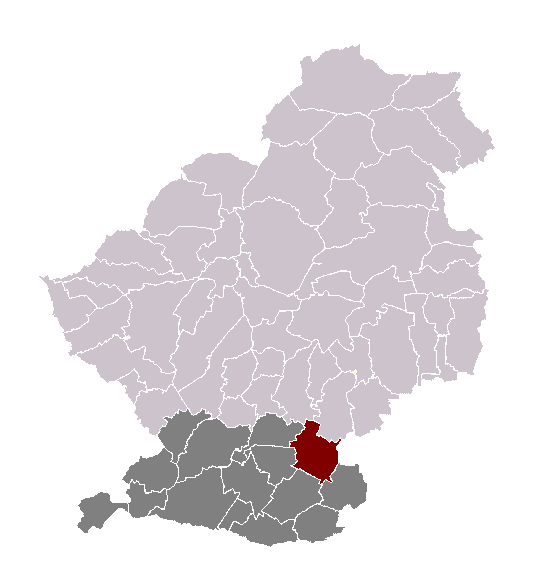
Ubicació de Monchecourt dins del cantó i el districte

Monchecourt és un municipi francès, situat a la regió dels Alts de França, al departament del Nord. L'any 2006 tenia 2.708 habitants. Limita al nord amb Masny, al nord-est amb Auberchicourt, a l'est amb Émerchicourt, al sud-est amb Marcq-en-Ostrevent, al sud-oest amb Fressain, a l'oest amb Villers-au-Tertre i al nord-oest amb Erchin.

## Demografia
| 1962                                       | 1968  | 1975  | 1982  | 1990  | 1999  | 2006  |
| ------------------------------------------ | ----- | ----- | ----- | ----- | ----- | ----- |
| 2.008                                      | 1.977 | 1.790 | 2.051 | 2.599 | 2.900 | 2.760 |
| Des de 1962: població sense dobles comptes |       |       |       |       |       |       |

## Administració
| Període | Identitat   | Partit |
| ------- | ----------- | ------ |
| 2008-   | Jean Savary | PS     |